# MPS 1000

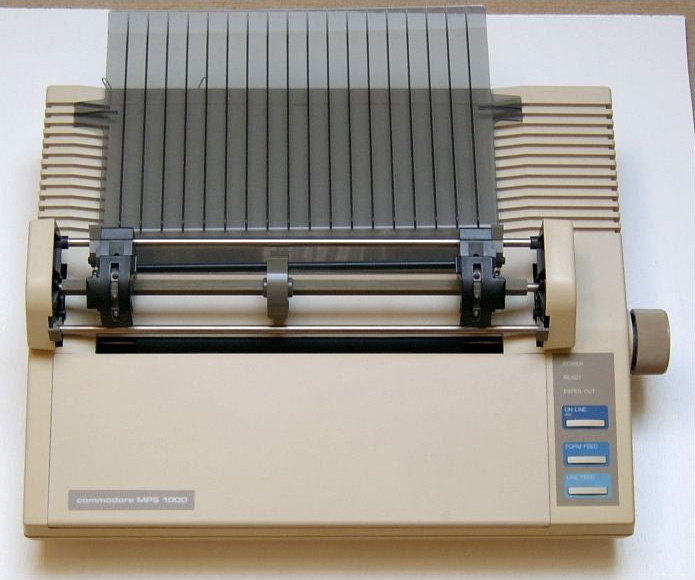
Nadeldrucker MPS 1000

Der MPS 1000 ist ein Drucker des Unternehmens Commodore International. Der Drucker wurde in einer Zusammenarbeit zwischen den Firmen Commodore, Seiko und Epson produziert. Der Drucker konnte von den Computern VC20, C64, C128, Commodore 16, C116, Plus/4, IBM-kompatiblen PC und den Amiga-Rechnern genutzt werden.

## Eigenschaften
- 9-Nadel-Druckkopf
- 100 Zeichen pro Sekunde bei Draft-Qualität, bei Near Letter-Qualität (NLQ) 20 Zeichen pro Sekunde
- Matrix-Formate (Commodore-Modus): 9×8 für Standard, 12×18 für NLQ
- Endlospapier
- Im CBM-Modus programmierbar mit Commodore BASIC
- Umschaltbar über DIP-Schalter in den IBM-Modus
- 2 Schnittstellen: serielle Schnittstelle für den Anschluss von z. B. C 64 / SX-64 und parallele Schnittstelle für IBM-kompatible Computer (Grafiktreiber: IBM Graphics) (CBM + Centronics)
- Schriftarten: Pica, Elite, Schmal, Breit, Doppelt, Fett, Hoch, Tief, Unterstreichen, Proportional, Italic, NLQ-Schrift
- Abmessungen: 420 mm × 330 mm × 80 mm